# Evanochrysa infecta
Evanochrysa infecta là một loài côn trùng trong họ Chrysopidae thuộc bộ Neuroptera. Loài này được Newman miêu tả năm 1838.